# Obila cometes
Obila cometes là một loài bướm đêm trong họ Geometridae.